# صلاح جديد
صلاح جديد (1926 - 19 أغسطس 1993)، ضابط عسكري وسياسي سوري، زعيم الكتلة اليسارية المتطرفة لحزب البعث العربي الاشتراكي الإقليمي السوري، والزعيم الفعلي لسوريا البعثية من عام 1966 حتى عام 1970، قبل أن تطيح به الحركة التصحيحية التي قادها حافظ الأسد.

## حياته
ولد جديد عام 1926 في قرية دوير بعبدة، بالقرب من مدينة جبلة الساحلية، لعائلة علوية من قبيلة الحدادين. وتشير بعض التقارير إلى أن سنة ولادته هي 1924. درس في الكلية الحربية بحمص، والتحق بالجيش السوري عام 1946. كان جديد في البداية عضوًا في الحزب السوري القومي الاجتماعي، لكنه انضم لاحقًا إلى حزب البعث العربي الاشتراكي بقيادة ميشيل عفلق وصلاح الدين البيطار في الخمسينيات من خلال صلته بأكرم الحوراني.
رغم ذلك، ظل جديد مقربًا من الحزب السوري القومي الاجتماعي؛ إذ كان أخوه غسان من أبرز أعضائه في سوريا. غيّر ولاءه مرة أخرى في الخمسينيات، وأصبح عضوًا في حركة القوميين العرب، وهي حركة تدعم المعتقدات الأيديولوجية لجمال عبد الناصر. أيد جديد انضمام سوريا إلى الجمهورية العربية المتحدة، وهو اتحاد يضم مصر وسوريا.
استقر صلاح جديد في القاهرة، مصر خلال فترة الجمهورية العربية المتحدة. وأسس اللجنة العسكرية مع عدد من البعثيين عام 1959. كان الهدف الأساسي لهذه اللجنة هو حماية الجمهورية العربية المتحدة وضمان وجودها. في البداية تألفت اللجنة العسكرية من أربعة أعضاء وهم (بالإضافة إلى جديد): حافظ الأسد وعبد الكريم الجندي ومحمد عمران. كما سعت اللجنة أيضًا إنقاذ حركة البعث السورية من الفناء. يتجدر الإشارة إلى أن أعضاء اللجنة كانوا من بين الذين حملوا ميشيل عفلق مسؤولية فشل حزب البعث خلال فترة الجمهورية العربية المتحدة.
في عام 1959 أيد المؤتمر الوطني الثالث للحزب قرار عفلق بحل الحزب، لكن المؤتمر الوطني عام 1960، الذي كان جديد مندوبًا فيه ممثلًا للجنة العسكرية التي كانت غير معروفة آنذاك، ألغى القرار ودعا إلى إعادة تأسيس حزب البعث. كما قرر المؤتمر أيضًا تحسين العلاقات مع عبد الناصر من خلال دمقرطة الجمهورية العربية المتحدة من الداخل. ودعا فصيل داخل الحزب بقيادة الحوراني إلى انفصال سوريا. لم تنجح اللجنة العسكرية في تحقيق أهدافها، وفي سبتمبر 1961 تم حل الجمهورية العربية المتحدة. تعرض جديد والآخرون للاضطهاد من قبل نظام ناظم القدسي، الذي قاد أول حكومة بعد انهيار الجمهورية العربية المتحدة، بسبب ولائهم للناصرية، وأُجبروا جميعهم على التقاعد من الجيش السوري.
في عام 1963، تمت ترقية جديد من رتبة مقدم إلى لواء وعين رئيسًا لأركان القوات المسلحة السورية [الإنجليزية].

## جديد في عهد سوريا البعثية
بينما ظل جديد بعيدًا عن الأنظار كأمين سر ثانٍ لحزب البعث، شغل الرجال الموالون له المناصب العليا في الدولة والجيش: نور الدين الأتاسي كرئيس للحزب ورئيس للدولة ورئيس للوزراء لاحقًا؛ يوسف زعين كرئيس للوزراء؛ إبراهيم ماخوس كوزير للخارجية، حافظ الأسد كوزير للدفاع؛ عبد الكريم الجندي كرئيس للأمن. كان العديد من هؤلاء الرجال من العلويين (باستثناء الأتاسي والجندي وزعين الذين كانوا من السنة)، مما أعطى الحكومة طابعًا طائفيًا. كان العديد منهم عسكريين، وجميعهم ينتمون إلى الجناح اليساري لحزب البعث.
تحت حكم جديد، اصطفت سوريا مع المعسكر السوفيتي واتبعت سياسات متشددة تجاه إسرائيل والدول العربية "الرجعية" وخاصة المملكة العربية السعودية، داعية إلى تعبئة "حرب شعبية" ضد الصهيونية بدلاً من التحالفات العسكرية العربية. داخليًا، حاول جديد إحداث تحول اشتراكي في المجتمع السوري بوتيرة سريعة، مما خلق اضطرابات وصعوبات اقتصادية. تم قمع معارضي الحكومة بقسوة، بينما حل حزب البعث محل البرلمان كهيئة تشريعية وتم حظر الأحزاب الأخرى. انخفض الدعم الشعبي لحكومته بشكل حاد بعد هزيمة سوريا في حرب الأيام الستة عام 1967، عندما احتلت إسرائيل مرتفعات الجولان، وبسبب للظروف الداخلية المضطربة للبلاد.
بعد الحرب، على وجه الخصوص، بدأت التوترات تتزايد بين أتباع جديد وأولئك الذين جادلوا بأن الوضع يستدعي موقفًا أكثر اعتدالاً تجاه الاشتراكية والعلاقات الدولية. تجمعت هذه المجموعة حول وزير الدفاع حافظ الأسد، الذي احتج على "المغامرة" التي يقوم بها جديد، وطالب بتطبيع الوضع الداخلي من خلال اعتماد دستور دائم، وتحرير الاقتصاد، وإصلاح العلاقات مع الجماعات غير البعثية، وكذلك تحسين الوضع الخارجي، من خلال السعي إلى تحالف مع الدول العربية المحافظة مثل الأردن والسعودية. وبينما احتفظ جديد بولاء معظم الجهاز المدني للبعث، فقد أحكم الأسد كوزير للدفاع سيطرته تدريجيًا على الجناح العسكري للحزب. في عام 1969، أقصى الأسد العديد من الموالين لجديد، ومنذ ذلك الحين فقد جديد هيمنته على الدولة.

## السقوط والوفاة
في عام 1970، اندلع الصراع بين منظمة التحرير الفلسطينية والجيش الأردني، فأرسل جديد قوات فلسطينية تحت السيطرة السورية من تابعة لجيش التحرير الفلسطيني المتمركز في سوريا والتابع اسميًا لمنظمة التحرير الفلسطينية إلى الأردن لدعم المنظمة. لم يحظ هذا القرار بدعم فصيل البعث الأكثر اعتدالاً بقيادة الأسد، وانسحبت القوات.
أدى هذا الإجراء إلى إشعال صراع خفي بين فصيلي جديد والأسد داخل حزب البعث والجيش. انحاز الحزب الشيوعي السوري إلى جديد، مما منحه دعم السفير السوفيتي نوريتدين موخيتدينوف [الإنجليزية]. وفي ردة فعل على هذا القرار، غضب الأسد وقرر إخافة السوفييت بإرسال مصطفى طلاس إلى بكين للحصول على الأسلحة والتلويح بالكتاب الأحمر الصغير للرئيس ماو. في نوفمبر 1970، حاول جديد إقالة الأسد وداعمه مصطفى طلاس من مناصبهم، فرد الأسد بشن انقلاب داخل الحزب أطلق عليه اسم الحركة التصحيحية. اعتقل جديد في 13 نوفمبر 1970، وظل في سجن المزة بدمشق حتى وفاته بنوبة قلبية في 19 أغسطس 1993.